# Пиачек, Йозеф
Йо́зеф Пи́ачек (словац. Jozef Piaček, 20 июня 1983, Злате Моравце, Чехословакия) — словацкий футболист, защитник.

## Биография
В молодости Йозеф играл за «Тековске Немце», позже за «Тренчин».

### Клубная
Первый свой профессиональный контракт Пиачек подписал с злате-моравйцеским «ВиОном» в 2004 году. После этого два с половиной года отыграл в латвийском «Сконто». В июле 2008 года Йозеф подписал контракт с «Жилиной» на 3 года. В сезоне 2010/11 Лиги чемпионов УЕФА выходил в составе своей команды в 10 матчах из 12.

### Сборная
Пиачек сыграл 1 матч за молодёжную сборную Словакии.

## Достижения
Жилина
- Цоргонь-лига: 2009/10, 2011/12